# Маркелов, Александр Николаевич
Алекса́ндр Никола́евич Марке́лов (род. 12 июня 1949) — советский и российский актёр театра и кино. Народный артист Российской Федерации (1998).

## Биография
Родился 12 июня 1949 года.
Народный артист России (1998).
В 1980 году закончил ГИТИС. Свою творческую деятельность в Московской оперетте начинал в качестве артиста хора.
Солист Московского театра оперетты с 1982 года.
Автор стихов и музыки к мюзиклу «Рикошет».

## Фильмография

### Актёр кино
- 1982 — Праздник оперетты — Бони
- 1984 — Весёлая вдова — Рауль де Сен-Бриош
- 1986 — Автопортрет
- 1988 — Граф Люксембург — Бриссар
- 1990 — Мужчина моей мечты
- 1992 — Волшебная ночь с полицейским
- 2002 — Линия защиты — Павел Александрович Овчаренко, киллер (6 серия)
- 2002 — Поздний ужин с… — бизнесмен (1 серия) / директор театра (3 серия) / губернатор (5 серия)
- 2003 — Адвокат-1 — Константин Константинович (3 серия)
- 2003 — На углу у Патриарших-3 — Алексей Тимофеевич Волынцев, полковник КГБ в отставке
- 2003 — Спасти и выжить — министр МЧС
- 2004 — Грехи отцов — вологодский золотопромышленник
- 2004 — Сыщики-3 — главврач
- 2004—2013 — Кулагин и партнёры
- 2005 — Авантюристка — полковник Елисеев
- 2005 — Жизнь — поле для охоты — Володя Фролов, охранник Марковского
- 2005 — Плата за любовь — Евгений Петрович
- 2005 — Сыщики-4 — главврач
- 2006 — Бес в ребро, или Великолепная четвёрка
- 2006 — Молодые и злые — крупный чин в администрации
- 2006 — Случайный попутчик — таксист
- 2006 — Телохранитель 1 — Сухоруков, начальник спецслужбы
- 2007 — Большая игра
- 2007 — Гражданин начальник-3 — Владимир Владимирович Степанов, главный хирург Уфы
- 2007 — И падает снег — Борис, шеф киллеров
- 2007 — Марш Турецкого 4 — Иван Иванович Ясенев, академик
- 2007 — Спецгруппа — Гурген Дохоянц / Леонид Дохоянц
- 2008 — Вооружённое сопротивление — генерал МГБ
- 2008 — Государыня и разбойник — князь Голицын
- 2008 — Домовой
- 2008 — Защита Красина-2
- 2008 — Казаки-разбойники
- 2008 — Ловушка — Яков Феллер
- 2008 — Солдаты-15. Новый призыв
- 2008 — Украсть у… — Дуюн
- 2008 — Час Волкова 2 — Воронин
- 2009 — Барвиха
- 2009 — Подарок судьбы
- 2009 — Черчилль — Вячеслав Андреевич Геллер
- 2010 — Адвокатессы
- 2010 — Дело Крапивиных
- 2010 — Журов-2 — Павел Григорьевич Белошников
- 2010 — Погоня за тенью — Иосиф Семёнович, адвокат Пантюкова
- 2010 — Столица греха
- 2011 — Чёрные волки — профессор из Москвы
- 2012 — Человек-приманка
- 2013 — Всё включено-2
- 2013 — Рок-н-ролл под Кремлём — отец Евсеева
- 2014—2015 — Дельта. Продолжение — Сергей Петрович Белов, торговец икрой

### Озвучивание мультфильмов
- 1984 — Подарок для слона — Попугай / Бегемот

## Работы в Московском театре оперетты
- Бони («Королева чардаша» И. Кальмана) 1982
- Ганимед, Мидас («Прекрасная Галатея» Ф. Зуппе) 1983
- Наполеон («Катрин» А. Кремера) 1985
- Бриссар («Граф Люксембурге» Ф. Легара) 1986
- Тони («Принцесса цирка» И.Кальмана) 1990
- Олег Баян («Клоп» Д. Шостаковича) 1990
- Томас Феннел («Джулия Ламберт» А. Кремера) 1991
- Оффенбах («Примадонна» Ж. Оффенбаха) 1993
- Гробовщик («Женихи» И. Дунаевского) 1993
- Маркиз Форлипополи («Мирандолина» В. Сидорова) 1997
- Кутайсов («Холопка» Н. Стрельникова) 1998
- Эллиот Темплтон («Джейн» А. Кремера) 1999
- Хлынов («Греховодник» А. Чайковского) 2001
- Ральф («Рикошет» А. Маркелова) 2007
- Пеликан («Мистер Икс» И. Кальмана)
- Анри («Фиалка Монмартра» И. Кальмана)
- Стражник («Да здравствует вальс!», спектакль-концерт)
- Стражник («Девичий переполох» Ю. Милютина)
- Укротитель крыс («Пусть гитара играет…» О. Фельцмана)
- Рахмет («Севастопольский вальс» К. Листова)
- Оживляющий статую («Жужа из Будапешта» А. Журбина)
- Князь («Касатка» В. Чернышёва)
- Керосинщик («Перекресток» Р. Гаджиева)
- Саша Семиходов («Господа артисты» М. Зива)
- Вождь Тахонго («Багровый остров»/«Проходимец Кири-Куки»)
- Телеграфист Ять («Свадьба с генералом» Е. Птичкина)
- Ферри («Королева чардаша» И. Кальмана)
- Клоун («Женщина и мужчины», музыкальная фантазия)
- Фуше («Катрин» А. Кремера)
- Никош («Веселая вдова» Ф. Легара)
- Пиккеринг («Моя прекрасная леди» Ф. Лоу)
- Леопольд («Сильва» И. Кальмана)
- Удав Каа («Маугли» В. Сташинского)
- Король («Золушка» А. Семенова)
- Аббат Фариа (мюзикл «Монте-Кристо» Р. Игнатьева, 2008)
- Дежурный («Летучая мышь» И. Штрауса)
- «Подающий надежды»

## Награды и звания
- 31 декабря 1992 — почётное звание «Заслуженный артист Российской Федерации» — за заслуги в области музыкального искусства[2]
- 27 ноября 1998 — почётное звание «Народный артист Российской Федерации» — за многолетнюю плодотворную деятельность в области театрального искусства[1]
- 10 января 2003 — Орден Дружбы — за большие заслуги в развитии музыкально-театрального искусства[3]
- 19 апреля 2010 — Орден Почёта — за заслуги в развитии отечественной культуры и искусства, многолетнюю плодотворную деятельность[4]
- 25 января 2020 — Благодарность Президента Российской Федерации — за заслуги в развитии отечественной культуры и искусства, многолетнюю плодотворную деятельность[5]